# 風琴管角

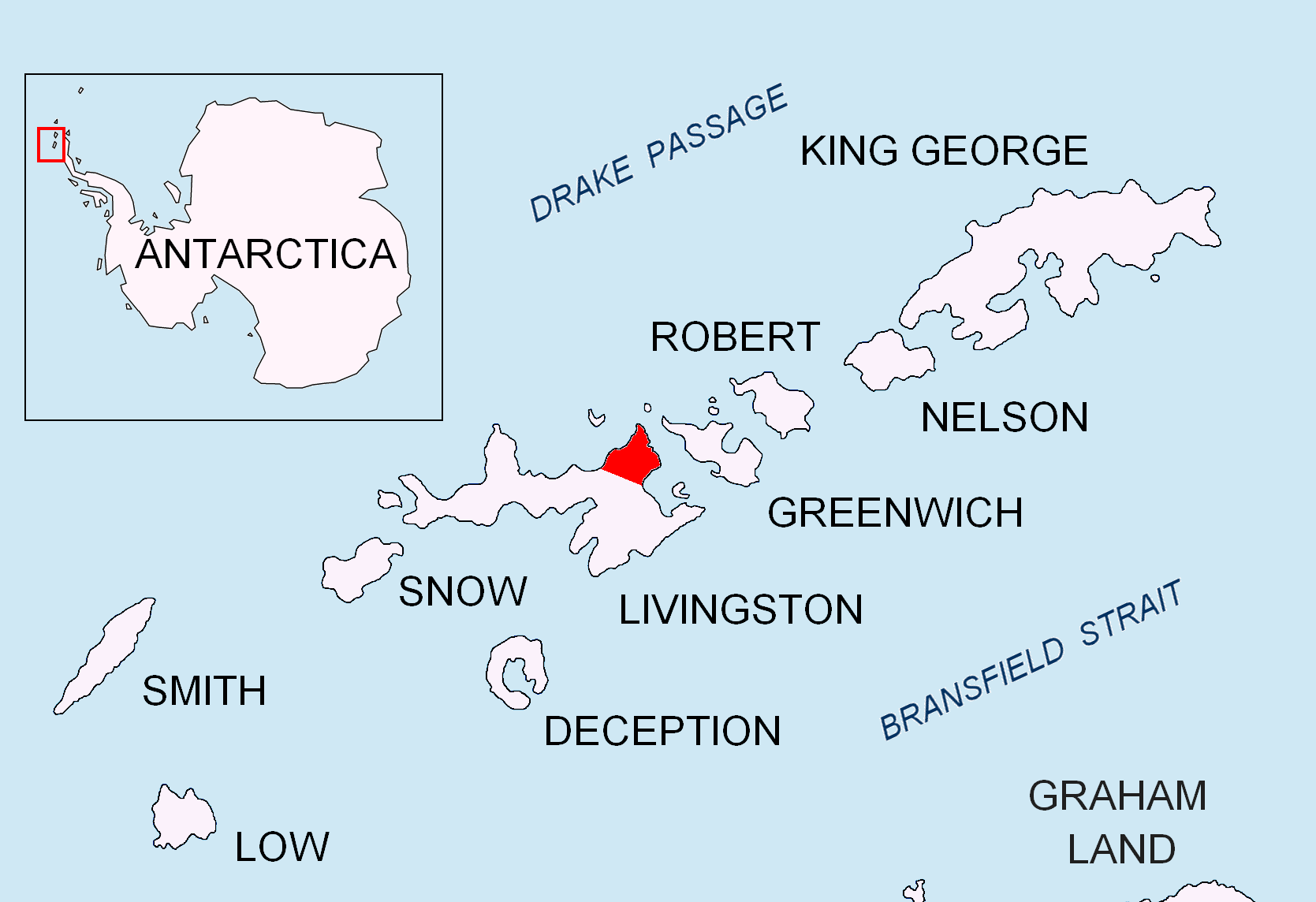

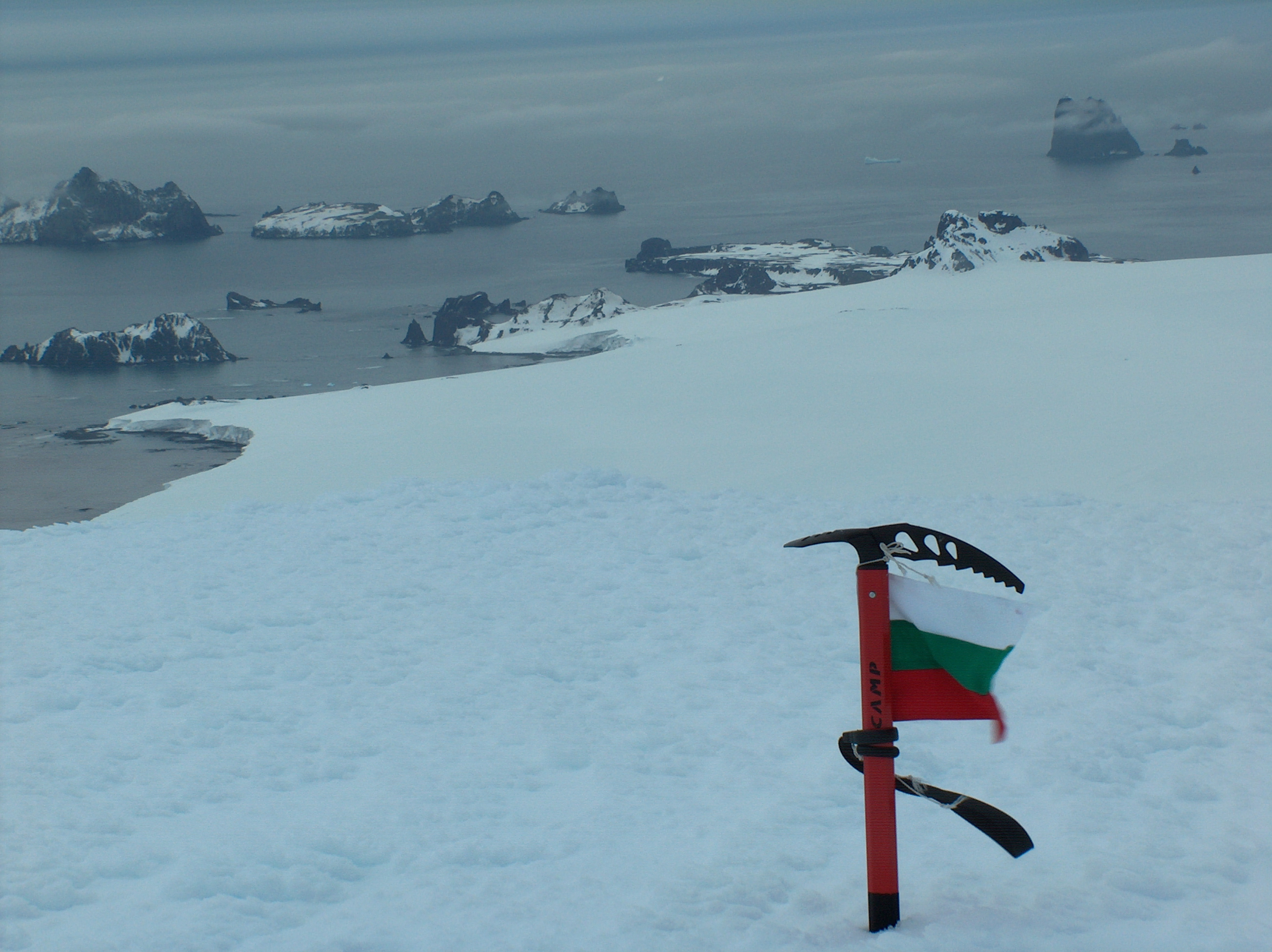

風琴管角（Organpipe Point），是南極洲的海岬，位於南設得蘭群島的利文斯頓島西北面，處於斯拉布角東北面1.23公里、扎瓦拉島以東0.35公里和威廉斯角西南面2.26公里，海拔高度60至70米，是克里希迪斯灣入口處北部和格里芬灣入口處西南部，現時由南極條約體系管理。
62°28′15.9″S 60°09′07.3″W / 62.471083°S 60.152028°W